# كورين بايلي راي
كورين بايلي راي (Corinne Bailey Ray) (ولدت في 26 فبراير 1979، باسم كورين جاكلين بايلي) هي مغنية ومؤلفة أغان بريطانية، تخصصت في غناء السول والبلوز. حاز ألبومها الأول على ثناء العديد من النقاد، مما جعلها رابع مغنية بريطانية في التاريخ يحصل ألبومها الأول على المركز الأول في القوائم الموسيقية. ترشحت كورين بايلي راي لعدة جوائز، بما فيها جوائز الغرامي والبريت.

## روابط خارجية
- كورين بايلي راي على موقع IMDb (الإنجليزية)
- كورين بايلي راي على موقع ميوزك برينز (الإنجليزية)
- كورين بايلي راي على موقع إن إن دي بي (الإنجليزية)
- كورين بايلي راي على موقع أول ميوزيك (الإنجليزية)
- كورين بايلي راي على موقع ديسكوغز (الإنجليزية)
- كورين بايلي راي على موقع قاعدة بيانات الفيلم (الإنجليزية)